# Philippuskirche (Düsseldorf)

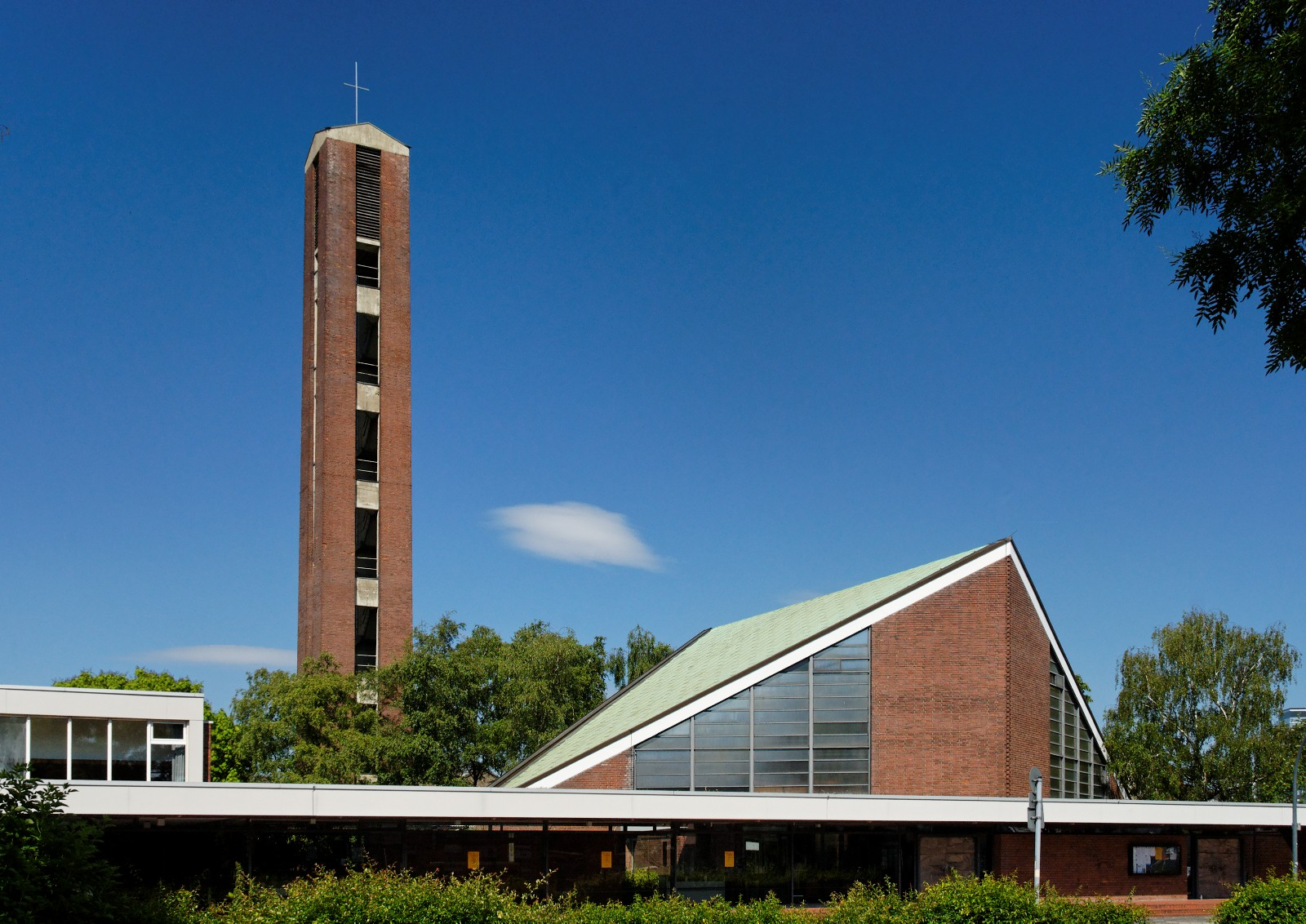
Philippuskirche

Die Philippuskirche ist eine ehemalige evangelische Kirche im Düsseldorfer Stadtteil Lörick.
Das Kirchengebäude wurde vom Düsseldorfer Architekten Hans Junghanns entworfen und am 1. Advent 1964 eingeweiht. Namensgeber war der Apostel Philippus. Die Kirche liegt an der Grenze zu Oberkassel und dem Heerdter Industriegürtel, der sich längs der Hansaallee hinzieht, und bildet das Entree zum damals wachsenden „neuen“ Lörick. Der alte Ortskern, Alt-Lörick, hat dörflichen Charakter und liegt deutlich entfernt. Das Kirchenschiff, im Grundriss eines Schiffes, verfügt über Bug und Heck und wird links (und ehemals auch rechts) von einem Teich begrenzt. Beinahe alle Räume verfügen über großzügige Fensterfronten und Ausgänge zur innenliegenden Terrasse, zur Wasserfläche und zum Garten.
Eine Reminiszenz an die Zeit der stahlverarbeitenden Industrie direkt vor der Kirche bilden die beiden von dem Ewald-Mataré-Schüler Friederich Werthmann gestalteten Türen aus Chrom-Nickel-Stahl, die im Kontrast zur Glasfront des Gebäudes stehen und durch die Herstellung beim früheren Gussstahlwerk Böhler an Lörick als ehemaligen Stahlstandort erinnern. Das Taufbecken besteht aus ähnlichem Material.
Im weithin sichtbaren 37 m hohen Turm hängen vier Glocken, die folgende Inschriften tragen: „Komm und sieh!“, „Ich bin der Weg“, „Ich bin die Wahrheit“ und „Ich bin das Leben“. Die zweimanualige Orgel mit 23 Registern stammt von der Hamburger Firma Rudolf von Beckerath Orgelbau.
Wegen der sinkenden Zahl der Gemeindemitglieder wurde die Kirche aufgegeben. Der Entwidmungsgottesdienst fand am 29. September 2019 statt. Die Evangelische Kirchengemeinde Düsseldorf-Oberkassel nutzt seitdem für ihre Gottesdienste nur noch die Auferstehungskirche; das Gemeindezentrum an der Philippus-Kirche wird aber weiterhin von Gemeindegruppen genutzt.